# Michael Dummett
Michael Anthony Eardley Dummett (Londres, 1925 - Oxford, 2011) va ser un destacat filòsof britànic.

## Biografia
Dummett era el fill d'un comerciant de sedes. Va estudiar a l'Escola Sandroyd i va ser un dels primers escolars del Winchester College abans d'anar a l'Església Cristiana (Oxford). Després de la seva graduació va ser guardonat amb l'admissió com a membre en l'All Souls College. El 1979 es va convertir en Wykeham Professor de Lògica d'Oxford, lloc de treball que va mantenir fins al seu retir el 1992. Durant aquest període com Wykeham Professor va ser membre de (Oxford). Va guanyar el Premi Schock el 1995 i va ser fet Cavaller el 1999. També ha ocupat càrrecs docents a de Birmingham, de Berkeley, de Stanford, de Princeton i de Harvard. Va guanyar el premi Rolf Schock el 1995, i va ser nomenat cavaller el 1999. Va ser el guanyador 2010 del Premi Lauener per a una obra excepcional en la filosofia analítica.
Va escriure sobre la història de la filosofia analítica, sobretot com a intèrpret de Frege, i ha fet contribucions originals a la matèria, en particular en la filosofia de les matemàtiques, la lògica, el llenguatge i la metafísica. El seu treball sobre el filòsof alemany Frege ha estat aclamat. El seu primer llibre Frege: Philosophy of Language (1973), és considerat com un clàssic. El llibre va ser clau en el redescobriment de l'obra de Frege, i va influir en tota una generació de filòsofs britànics. A més, va idear el sistema de quotes Borda de vot proporcional, amb base en el recompte de Borda.
Michael està reconegut pel seu treball en la veritat i el significat i les seves implicacions per als debats entre realisme i antirealisme, un terme que ell va ajudar a popularitzar. Per Dummett, el realisme és l'acceptació de la caracterització clàssica de la veritat com a bivalent i proves- transcendent, mentre que l'antirealisme rebutja això a favor d'un concepte de la veritat que coneixem.
Dummett és conegut també com un dels màxims experts en el joc tradicional del Tarot en les seves diverses variants. Sobre aquest tema va escriure nombroses obres i va organitzar, amb Giordano Berti i Andrea Vitali, una gran exposició al Castello Estense de Ferrara : I Tarocchi. Gioco i màgia alla Cort degli Estensi (1987). També va concebre el sistema Quota Borda de votació proporcional, basat en el mètode Borda, i va escriure assajos sobre el tarot. Altres temes de les seves interès van ser les lleis d'immigració, activisme contra racisme i l'ús de la gramàtica anglesa .

## Activisme
Dummett era políticament actiu, a través del seu treball com a activista contra el racisme. Va deixar el seu lloc de carrera filosòfica per tal d'influir en els drets civils de les minories durant el que ell va veure com un període crucial de la reforma a finals de 1960. També ha treballat en la teoria de la votació, el que va portar a la introducció del sistema de quotes Borda.
Dummett es va basar en el seu treball en aquesta àrea en escriure el seu llibre Sobre i els Refugiats, un relat del que la justícia exigeix dels Estats en relació als desplaçaments entre Estats. Michael en aquest llibre sosté que la gran majoria de l'oposició a la immigració ha estat fundada en racisme i diu que això també ha estat així al Regne Unit.

## Treballs
En la filosofia
analítica i en la lògica :
- Frege : Philosophy of Language (Harvard University Press, 1973 /1981)
- La interpretació de la filosofia de Frege, Duckworth, 1981; Harvard University Press
- Elements de l'intuïcionisme (Oxford,1977, 2000)
- Veritat i Altres Enigmes (Harvard University Press, 1978)
- Frege : Philosophy of Mathematics (Harvard University Press, 1991)
- La base lògica de la metafísica (Harvard University Press, 1991)
- Orígens de la filosofia analítica (Harvard University Press, 1993)
- Els mars de L'idioma (Oxford, 1993)
- Frege i altres filòsofs (Oxford,1996)
- La veritat i el Passat (Oxford,2005)
- Pensament i Realitat (Oxford, 2006)

En la teoria de
la votació i els sistemes electorals :
- Procediments de Votació (Oxford,1984)
- Principis de(Nova York, 1997) ISBN 0-19-829246-5
- Robin Farquharson i Michael Dummett (gener de 1961). " L'estabilitat en les votacions ".
- Dummett, Michael (2005). "El treball i la vida de Robin Farquharson ". Elecció Social i Benestar.
- Rudolf Farra i Maurici Salles

(octubre de 2006). " Una entrevista amb Michael Dummett : Des de la filosofia analítica per a l'anàlisi de la votació i més enllà". Elecció Social i Benestar Social 27 (2) .
En la política :
- El Servei d'Immigració i Refugiats (Londres, 2001)

En el Tarot :
- El Joc del Tarot : From Ferrara to Salt Lake City (Duckworth, 1980) ;
- Dotze Tarot Jocs (Duckworth, 1980)
- El Tarot Targetes de Visconti -Sforza (G. Braziller, 1986) ;
- Il mondo i l'angelo : i tarocchi ila storia lloro (Bibliópolis, 1993)
- A Wicked Pack of Cards: Els Orígens del Tarot ocult (amb Ronald Decker i Thierry Depaulis, St Martin Press, 1996) ;
- Una història de l'ocult Tarot,1870-1970 (amb Ronald Decker, Duckworth, 2002) ;
- Una història dels jocs jugats amb el Paquet de Tarot (amb John McLeod, E. Mellen Press, 2004) .
- Articles notables i catàlegs d'exposicions inclouen "Tarot Triumphant: Tracing the Tarot" in FMR, (Franco Maria Ricci International), January/February 1985; Pattern Sheets publicat per de cartes; with Giordano Berti and Andrea Vitali, the catalogue Tarocchi: Gioco e magia alla Corte degli Estensi (Bologna, Nuova Alfa Editorale, 1987).

A paraula escrita
:
- Gramàtica i Estil (Duckworth, 1993)